# Jimmy Chamberlin
 Der er for få eller ingen kildehenvisninger i denne artikel, hvilket er et problem. Du kan hjælpe ved at angive troværdige kilder til de påstande, som fremføres i artiklen.

Jimmy Chamberlin er en amerikansk musiker, der tidligere har spillet trommer i Smashing Pumpkins og Zwan. Chamberlin har også sit eget band, Jimmy Chamberlin Complex. I 2008 kårede det britiske musikmagasin Gigwise ham til den 5. bedste trommeslager nogensinde. 
Jimmy Chamberlin spillede oprindeligt i Smashing Pumpkins fra sommeren 1988 til juli 1996. Chamberlin og bandets keyboardspiller, Jonathan Melvoin, havde taget en overdosis. Melvoin døde, og Chamberlin blev straks fyret. Chamberlin kom i afvænning og vendte først tilbage til Smashing Pumpkins i april 1999. I december 2000 gik Smashing Pumpkins i opløsning, men Chamberlin og Smashing Pumpkins-forsangeren Billy Corgan dannede hurtigt et nyt band, Zwan. Efter Zwans debutalbum i januar 2003 og en efterfølgende verdensturné gik også Zwan i opløsning i sommeren 2003, og både Corgan og Chamberlin gik solo. Under navnet Jimmy Chamberlin Complex udgav han sin første soloplade, Life Begins Again, i 2005. Året efter gendannede han dog Smashing Pumpkins sammen med Billy Corgan, og de fik udgivet Zeitgeist i 2007. Chamberlin forlod Smashing Pumpkins igen i 2009 og spiller nu i et nyt band, der hedder Skisaw. 

## Vigtige udgivelser
Smashing Pumpkins (1988-1996, 1998-2000, 2006-2009)
- Gish (1991)
- Siamese Dream (1993)
- Mellon Collie and the Infinite Sadness (1995)
- MACHINA/the Machines of God (2000)
- Zeitgeist (2007)

Zwan (2001-2003)
- Mary Star of the Sea (2003)

Jimmy Chamberlin Complex (2004-2005)
- Life Begins Again (2005)